# Ren Asakura
Ren Asakura (japanisch 浅倉 廉 Asakura Ren; * 28. April 2001 in der Präfektur Kanagawa) ist ein japanischer Fußballspieler.

## Karriere
Ren Asakura erlernte das Fußballspielen in der Schulmannschaft der Shizugaku High School sowie in der Universitätsmannschaft der Takushoku-Universität. Von August 2023 bis Saisonende 2023 wurde er von der Universität an den Fujieda MYFC ausgeliehen. Der Verein aus Fujieda spielte in der zweiten Liga, der J2 League. 2023 bestritt er für den Zweitligisten fünf Ligaspiele. Nach der Ausleihe wurde Asakura am 1. Februar 2024 fest von Fujieda unter Vertrag genommen.